# Castle Dyke
Castle Dyke är ett slott i Storbritannien.   Det ligger i grevskapet Devon och riksdelen England, i den södra delen av landet, 270 km väster om huvudstaden London. Castle Dyke ligger 74 meter över havet.
Terrängen runt Castle Dyke är kuperad norrut, men söderut är den platt.Runt Castle Dyke är det mycket tätbefolkat, med 1 135 invånare per kvadratkilometer. Närmaste större samhälle är Newton Abbot, 1,5 km sydost om Castle Dyke. Trakten runt Castle Dyke består i huvudsak av gräsmarker.